# Microspio atlantica
Microspio atlantica är en ringmaskart som först beskrevs av Langerhans 1881.
Microspio atlantica ingår i släktet Microspio och familjen Spionidae. Arten är reproducerande i Sverige. Inga underarter finns listade i Catalogue of Life.